# Tennessee Valley Authority
La Tennessee Valley Authority (TVA), en català: "L'Autoritat de la Vall (del riu) Tennessee", és una corporació de propietat federal en els Estats Units va ser creada pel Congrés dels Estats Units el mes de maig de 1933 per tal de proporcionar navegació, el control de les inundacions, generació d'electricitat, fabricació de fertilitzants i desenvolupament econòmic a la Vall del Tennessee, que era una regió particularment afectada per la Gran Depressió econòmica. Aquesta empresa va ser el resultat dels esforços del senador George W. Norris de Nebraska.
Té la seu central a Knoxville (Tennessee).
El servei de la TVA cobreix una zona que va des de la major part de l'estat de Tennessee, parts del d'Alabama, Mississipi i de Kentucky, i petits trossos de l'estat de Geòrgia, Carolina del Nord i Virgínia. Va ser la primera gran agència de planificació regional dels Estats Units del govern federal i continua sent la més gran. Sota la direcció de David Lilienthal ("Mr. TVA"), la TVA va esdevenir un model per als països en desenvolupament sobre els esforços governamentals per cercar la modernització de societats agràries.

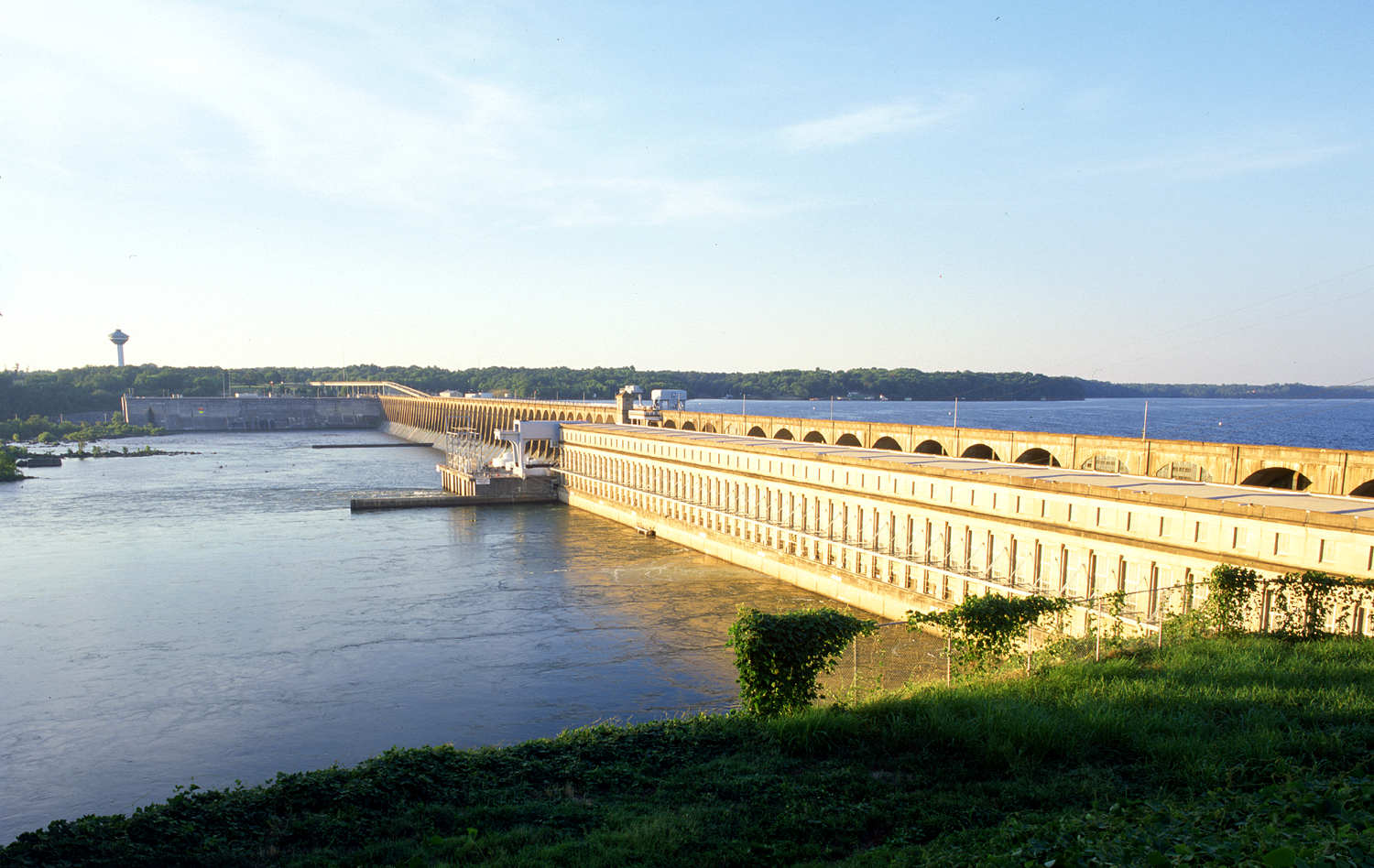
L'embassament Wilson, acabat l'any 1924, va ser la primera presa sota l'autoritat de la TVA, creada després,l'any 1933.

Als Estats Units hi havia (i encara hi ha) una controèrsia sobre si l'estat federal ha de ser propietari o no de les plantes de generació d'energia, que alguns consideraven que això era socialisme, fins i tot l'any 1964 el polític conservador Barry Goldwater va proposar vendre la TVA.
Va ser necessari que el Tribunal Suprem dels Estats Units (The Supreme Court of the United States) declarés que les actuacions legals de la TVA eren constitucionals. L'argument del Tribunal Suprem era que la generació d'electricitat era un subproducte (by-product) de la navegacó i delcontrol de les inundacions i, per tant, es podia considerar constitucional.

## Dècada de 1940

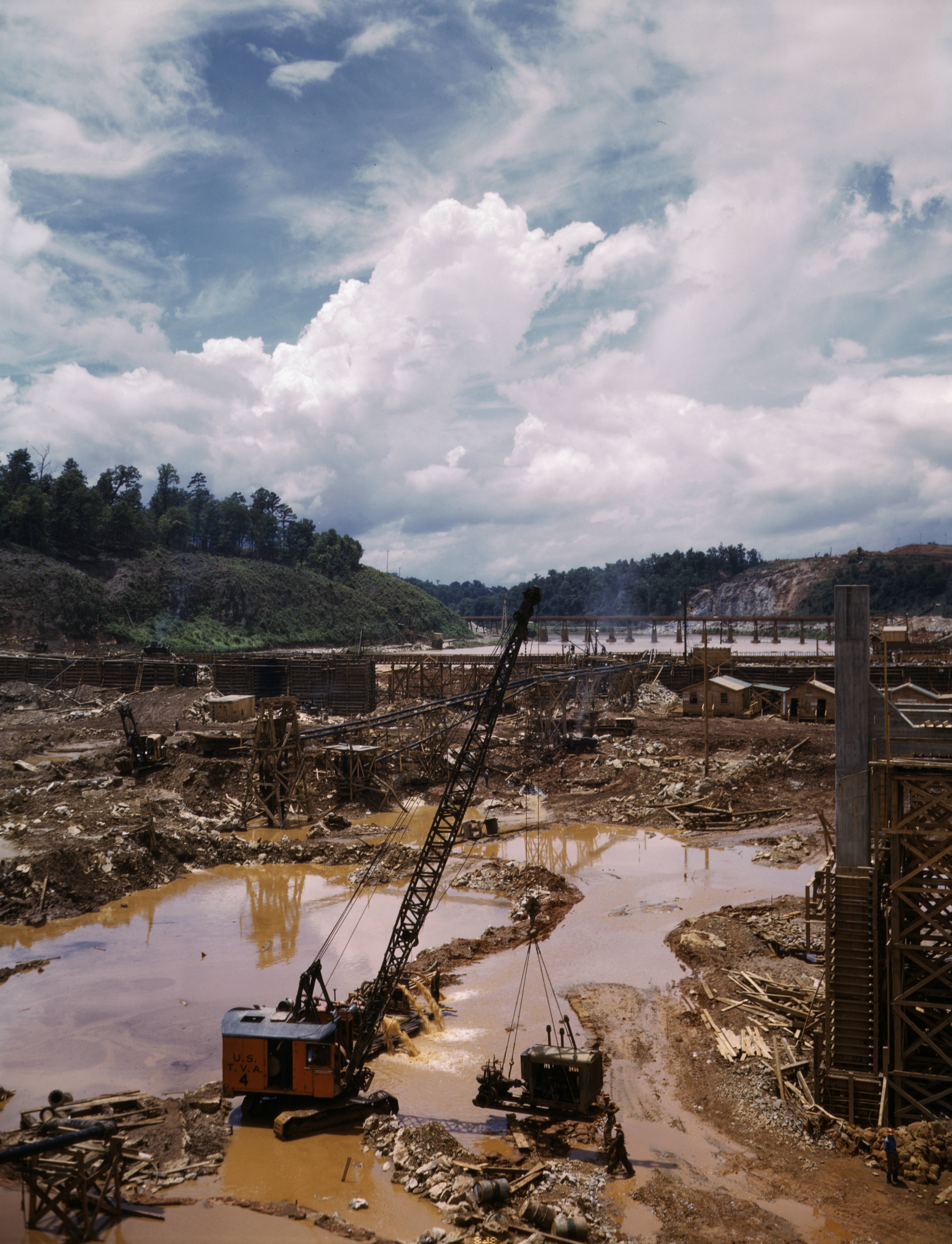
Construcció de la presa Douglas (Douglas Dam) a principi de 1942.

Durant la Segona Guerra Mundial, els Estats Units necessitaven grans quantitats d'alumini per a fer avions fins i tot el vicepresident Harry Truman havia dit que no li importava d'on sortís l'alumini ("I want aluminum. I don't care if I get it from Alcoa or Al Capone."). Les plantes de fabricació d'alumini necessiten grans quantitats d'energia elèctrica i la TVA va engegar amb un màxim l'any 1942, un gran programa per a generar electricitat.
També es feia servir energia elèctrica en grans quantitat per l'enriquiment de l'urani a Oak Ridge, Tennessee per a fer la bomba atòmica.

## Dècada de 1950
Al final de la guerra, la TVA havia acabat 1.050 km de canals de navegació era el principal subministrador d'energia elèctrica del país.

## Dècada de 1960
La TVA va construir centrals nuclears però a la dècada de 190 la TVA va cancel·lar la construcció de 12 centrals nuclears.